# 兆康駅

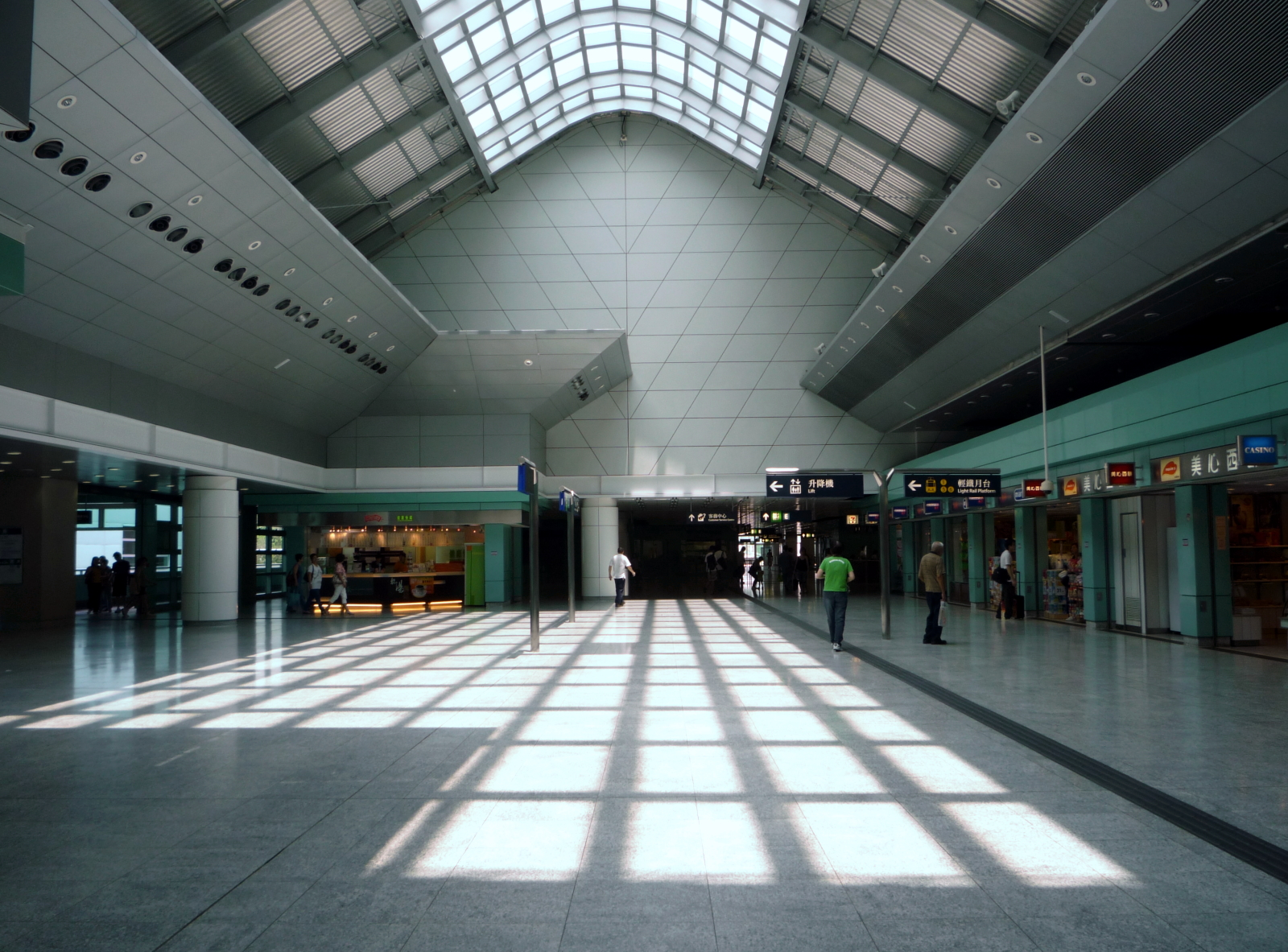
コンコース

兆康駅（ちょうこうえき、スィウホンえき）は、香港新界屯門区兆康苑の東に位置する香港鉄路（港鉄MTR）の駅である。軽鉄の駅番号は100。

## 利用可能な路線
- 香港鉄路 (MTR)
  - ■屯馬線
  - ■軽鉄
  - 系統■505・■610・■614・■614P・■615・■615P・■751

## 駅構造

### 屯馬線
島式ホーム1面2線の高架駅。

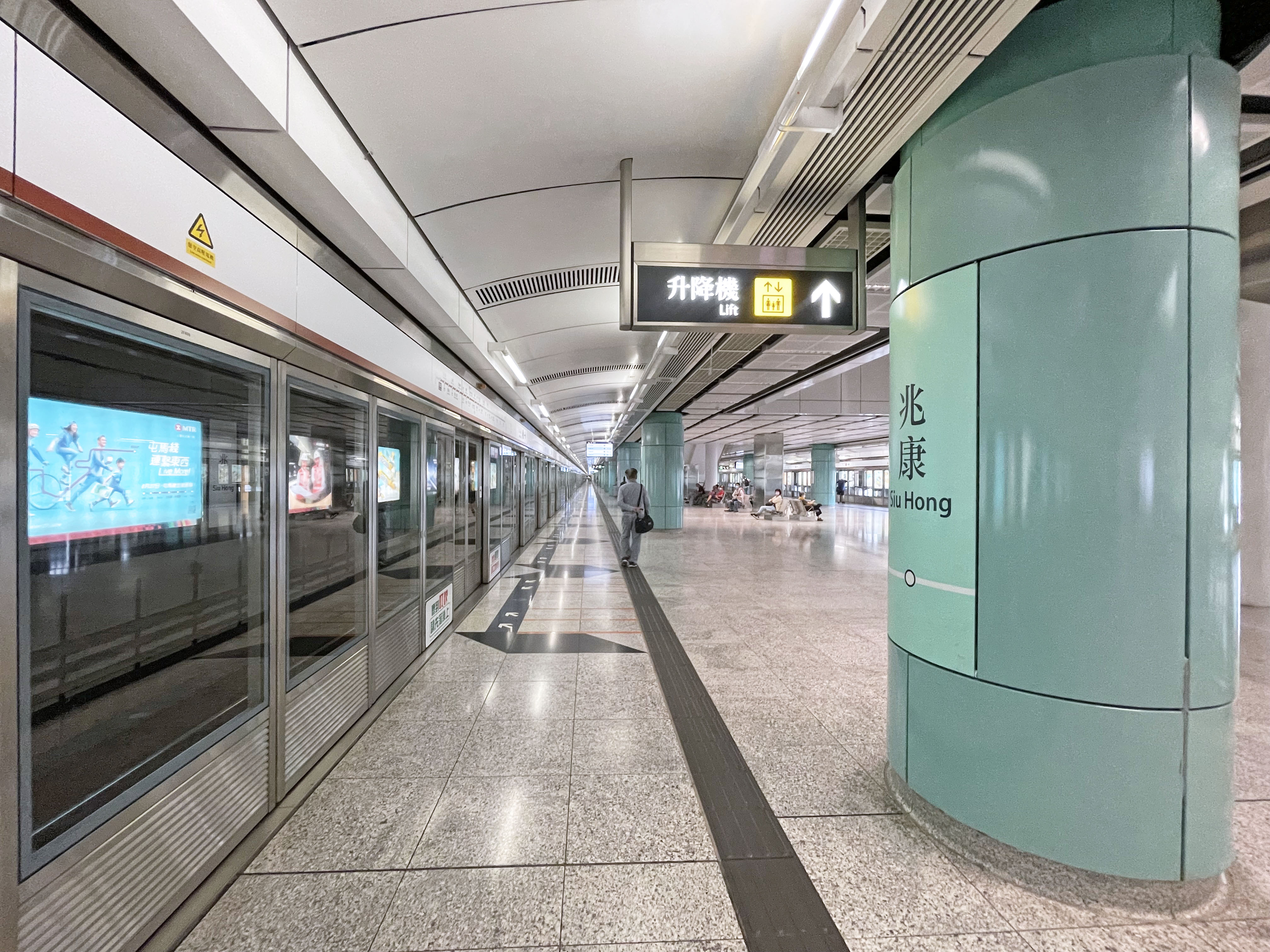
ホーム

#### 駅階層
| R 平台   | 出口                       | A出口、E出口、バスターミナル                                        |
| C 改札階 | 改札階                     | 出口、受付センター、トイレ、商店、 自動販売機、自動櫃員機、高架通路 |
| P ホーム | ➋番線                      | ■屯馬線烏渓沙方面→                                                  |
| P ホーム | 島式ホーム、右側の扉が開く |                                                                     |
| P ホーム | ➊番線                      | ←■屯馬線屯門方面                                                    |
| G 地面   | 軽鉄兆康駅                 | 出口、■軽鉄兆康駅                                                   |

### 軽鉄
単式・三角式ホーム6面6線の地上駅。

#### 駅階層
| C 屯馬線        | 屯馬線 駅改札階 | ■屯馬線兆康駅、軽鉄受付センター                         | ■屯馬線兆康駅、軽鉄受付センター                         | ■屯馬線兆康駅、軽鉄受付センター                         | ■屯馬線兆康駅、軽鉄受付センター                         | ■屯馬線兆康駅、軽鉄受付センター                         |
| G ホーム (地面) | ❻番線           | ■系統615P 屯門碼頭総站方面                              |                                                         |                                                         | ❸番線                                                   | 予備ホーム                                              |
| G ホーム (地面) | ❺番線           | ■系統505 三聖総站方面 ■系統614 屯門碼頭総站方面         |                                                         |                                                         | ❹番線                                                   | 予備ホーム                                              |
| G ホーム (地面) | ❶番線           | ■系統610・■614・■615 元朗総站方面 ■系統751 天逸方面     | ■系統610・■614・■615 元朗総站方面 ■系統751 天逸方面     | ■系統610・■614・■615 元朗総站方面 ■系統751 天逸方面     | ■系統610・■614・■615 元朗総站方面 ■系統751 天逸方面     | ■系統610・■614・■615 元朗総站方面 ■系統751 天逸方面     |
| G ホーム (地面) | ❷番線           | ■系統610・■614・■615 屯門碼頭総站方面 ■系統751 友愛方面 | ■系統610・■614・■615 屯門碼頭総站方面 ■系統751 友愛方面 | ■系統610・■614・■615 屯門碼頭総站方面 ■系統751 友愛方面 | ■系統610・■614・■615 屯門碼頭総站方面 ■系統751 友愛方面 | ■系統610・■614・■615 屯門碼頭総站方面 ■系統751 友愛方面 |
| G ホーム (地面) | 屯馬線 兆康駅   | ■屯馬線兆康駅                                           | ■屯馬線兆康駅                                           | ■屯馬線兆康駅                                           | ■屯馬線兆康駅                                           | ■屯馬線兆康駅                                           |

## 駅周辺
- 兆康苑
- 兆康苑商場
- 嶺南大学

## 歴史
- 1988年9月18日 - 開業。
- 2003年12月20日 - 九広西鉄 (現在の屯馬線)が開業し当駅に接続。

## 隣の駅
香港鉄路
■屯馬線
屯門駅 - 兆康駅 - 天水囲駅
■軽鉄
■系統505 兆康方面
麒麟駅 (110) → 兆康駅(100)
■系統505 三聖方面
青松駅 (120) ← 兆康駅(100)
■系統610
屯門医院駅 (090) - 兆康駅(100) - 藍地駅 (350)
■系統614
鳳地駅 (340) - 兆康駅(100) - 藍地駅 (350)
■系統614P （614の区間運転）
鳳地駅 (340) - 兆康駅(100)
■系統615
青松駅 (120) - 兆康駅(100) - 藍地駅 (350)
■系統615P （615の区間運転）
麒麟駅 (340) - 兆康駅(100)
■系統751
屯門医院駅 (090) - 兆康駅(100) - 藍地駅 (350)